# Micrantha janeira
Micrantha janeira là một loài bướm đêm trong họ Noctuidae.